# پایگاه حفاظت ملی هوایی منزفیلد لاهم
پایگاه حفاظت ملی هوایی منزفیلد لاهم (به انگلیسی: Mansfield Lahm Air National Guard Base) یک فرودگاه است . این فرودگاه در کشور ایالات متحده آمریکا قرار دارد .